# 王鼎 (清朝)
王鼎（1768年—1842年），字定九，號省厓，陝西同州府蒲城縣（今陕西省渭南市蒲城县）人，清朝大臣。

## 生平
父王镇淮，为太学生。王鼎少時家貧好學，十九歲补诸生，二十五歲中举人。同族人王杰说他：“观子品概，他日名位必继予座。”嘉慶元年（1796年）丙辰科進士，授翰林院庶吉士，散館授編修、歷任侍讀學士、禮、戶、吏、工、刑五部侍郎、戶部尚書、河南巡撫、直隸總督、軍機大臣、東閣大學士。
道光二年（1822年），署河南巡撫。五年，命在軍機大臣上行走，次年擢戶部尚書，一任十二年，期間兩度整頓鹽政。八年，平定回疆張格爾叛亂有功，加封太子太保。十九年，支持欽差大臣林則徐赴廣東查禁鴉片。翌年，鴉片戰爭爆發，主張頑抗英軍，與主和的首席軍機大臣穆彰阿衝突。因戰事失利，道光帝派琦善與英國談判，將林則徐、鄧廷楨革職，充軍伊犁。王鼎上疏力保二人，怒斥琦善誤國，主張「不殺琦善，無以對天下」，並多次當面指責穆彰阿「妨賢」。二十一年，黃河在河南開封決堤，以東閣大學士署河東河道總督，偕通政使慧成前往治水，“请饬户部速具帑，期以冬春之交集事，不效愿执其咎。”，又保薦林則徐襄助，使決口大堤合攏，河水悉歸故道。二十二年（1842年），王鼎回京，反對道光帝與英國議和，割地賠款，廷諫、哭諫皆不果。四月三十日（西历6月3日）晚，懷揣遺疏「條約不可輕許，惡例不可輕開，穆（彰阿）不可任，林（則徐）不可棄也」，自縊屍諫。惟穆彰阿親信軍機章京陳孚恩趕到王家，向其子王沆威脅利誘，“代為改草遺疏”。道光帝只知王鼎“暴病而亡”，追贈太子太保，諡文恪。

## 紀念
林则徐有《哭故相王文恪公》诗两首，“伤心知己千行泪，洒向平沙大幕风”。